# Tim in Tibet (Computerspiel)
Tim in Tibet (Originaltitel: Tintin in Tibet) ist ein Jump-’n’-Run-Abenteuer-Videospiel, das im Oktober 1995 auf dem Super Nintendo und im April 1996 auf dem Mega Drive, dem Game Gear, dem Game Boy sowie dem PC veröffentlicht wurde. 2001 folgte eine Fassung für den Game Boy Color. Es wurde von Infogrames entwickelt und von Bit Managers (Game-Boy-, Game-Gear- und Game-Boy-Color-Versionen) sowie Infogrames (PC-, Mega-Drive-, Super-Nintendo-Versionen) umgesetzt.

## Handlung
Die Handlung des Spiels entspricht der des gleichnamigen Buchs.
Zu Beginn des Spiels fährt Tim mit einem Zug, der am Jangtse vorbeifährt. Der Fluss ist jedoch angeschwollen, so dass der Zug, mit dem Tim fährt, angehalten wird und Tim zu Fuß gehen muss. Tim sieht dann einen kleinen Jungen ertrinken und taucht ab, um ihn zu retten. So lernen sich Tim und Chang kennen. Dieser Teil des Spiels ist inspiriert von der Begegnung der beiden Charaktere in Der Blaue Lotos. Die Zeit vergeht, und Tim erhält während seines Urlaubs in den Bergen einen Brief von Tchang, der ihm mitteilt, dass er in den nächsten Tagen ankommen wird. Doch Tim hat ein ungutes Gefühl, das sich als richtig herausstellt, Changs Flugzeug wird beschädigt und stürzt in Tibet ab. In Begleitung von Captain Haddock geht der junge Reporter, um seinen Freund zu retten.

## Spielprinzip und Technik
Tim in Tibet ist ein Jump-’n’-Run-Spiel. Der Spieler kann sich in den Vordergrund bewegen, um Hindernissen auszuweichen, über die er nicht springen kann. Tim in Tibet ist ein zweidimensionales, plattformorientiertes Abenteuerspiel. Der Spieler ist in der Lage zu springen, sich zu bücken sowie Gegenstände aufzunehmen, zu benutzen und zu werfen.
Die verbleibenden Leben werden oben rechts auf dem Bildschirm angezeigt. Immer wenn Tim verletzt wird, verliert er Energie. Wenn diese aufgebraucht ist, stirbt Tim, aber es ist möglich, Energie zurückzugewinnen, indem man Äpfel findet. Drei Leben sind zu Beginn des Spiels verfügbar, es ist möglich, zusätzliche zu finden, aber diese Boni sind im Allgemeinen gut versteckt. Eine Uhr oben rechts auf dem Bildschirm zeigt die seit Beginn des aktuellen Levels verstrichene Zeit an. Tim stirbt, wenn er seine Ziele nicht innerhalb der vorgegebenen Zeit erreicht.
Das Spiel hat 14 Level, von denen jedes eine andere Umgebung zeigt, das erste spielt neben einem Zug, entlang eines Flusses. Es enthält eine Passage mit einem erzwungenen Scrollen von rechts nach links, es ist die Phase, in der Tim Tchang rettet, der von der Strömung mitgerissen wird. Auf der zweiten Ebene in Vargèse, einer imaginären savoyischen Station, muss der Spieler mehrere Elemente finden, um den Kellnern und Haushältern auszuweichen, die nicht vor sich hinschauen, sowie den pekinesischen Hunden, die Tim seltsamerweise das Leben verlieren lassen. Die dritte Ebene spielt auf einem Markt in Nepal, wo Tim den schwankenden Töpferwaren, den kleinen Glöckchen, den Tischlern und den Radfahrern, die nicht vor ihnen hinschauen, ihnen usw. ausweichen muss. Dies ist das Grundprinzip, vorwärts zu kommen und dabei mehrere Gefahren zu vermeiden. Jede Ebene bringt den Ort, an dem Tchang Zuflucht gefunden hat, immer näher.

## Entwicklungs- und Veröffentlichungsgeschichte
Die Game-Boy-Version weist Verbesserungen auf, wenn sie mit einem Super Game Boy gespielt wird, einem Super-Nintendo-Zubehör zum Spielen von Game-Boy-Spielen.

## Rezeption
- Mega Fun: 60  %
- PC Team: 45 %[1]
- Total!: 60  % (Game Boy) / 85  % (SNES)
- Video Games: 62  % (SNES/Mega Drive)